# Fryderyk (biskup Münsteru)
Fryderyk (ur. ok. 1020, zm. 18 kwietnia 1084) – biskup Münsteru od 1063 z rodu Wettinów.

## Życiorys
Fryderyk był synem margrabiego Łużyc Dolnych Dytryka I i Matyldy, córki margrabiego Miśni Ekkeharda I. Był kanonikiem katedralnym i prepozytem w Magdeburgu, w 1060 r. został kanclerzem króla Niemiec Henryka IV i jego sprawującej rządy matki Agnieszki z Poitou. W 1063 został wybrany arcybiskupem Magdeburga, ale nie objął tego stanowiska wskutek przeciwdziałania arcybiskupa Kolonii Annona. Został natomiast biskupem Münsteru. Na tym stanowisku toczył nieustanne spory z Annonem. Pozostawał wiernym stronnikiem królewskim i pośredniczył w jego kontaktach z możnymi saskimi.